# محمد عبد الغني (لاعب كرة قدم مصري)
محمد عبد الغني (مواليد 16 يوليو 1993) لاعب كرة قدم مصري يلعب حاليا لنادي الزمالك المصري بالدوري المصري الممتاز في مركز قلب الدفاع منذ يناير 2018.

## الإنجازت
- الدوري المصر الممتاز (1): 2020–21

## روابط خارجية
- محمد عبد الغني على موقع قاعدة بيانات كرة القدم.إي يو (الإنجليزية)
- محمد عبد الغني على موقع Soccerway.com (الإنجليزية)